# Juan Goytisolo
Pour les articles homonymes, voir Goytisolo.
 (septembre 2013).
Si vous disposez d'ouvrages ou d'articles de référence ou si vous connaissez des sites web de qualité traitant du thème abordé ici, merci de compléter l'article en donnant les références utiles à sa vérifiabilité et en les liant à la section « Notes et références ».
Compléments
Combat toutes les formes d'oppression par son travail d'auteur.
Juan Goytisolo Gay, né à Barcelone le 6 janvier 1931 et mort le 4 juin 2017 à Marrakech, est un écrivain espagnol de langue espagnole.
Appartenant à la Génération de 50, il est l'un des écrivains les plus importants de la seconde moitié du XXe siècle. Attaché par des liens sentimentaux et intellectuels très forts à l'Espagne où il est né, il a pourtant vécu en exil et développé un regard critique vis-à-vis de son pays d'origine — ce regard critique l'aura aidé à construire une œuvre d'une grande originalité idéologique et stylistique et à adopter une position politique originale devant le nouvel ordre mondial de la fin du XXe siècle. Il a vécu entre quatre pays : le Maroc, la France, les États-Unis et l'Espagne.
Il remporte de nombreux prix, dont le prix national des Lettres espagnoles en 2008 et le prix Cervantes en 2014.

## Biographie
Juan Goytisolo naît dans une famille de la bourgeoisie barcelonaise. Ses deux frères sont aussi des écrivains importants, le poète José Agustín Goytisolo et le romancier Luis Goytisolo. 
Son enfance est marquée par la guerre civile espagnole, notamment parce que sa mère, Julia Gay, est tuée pendant les bombardements de Barcelone par l'aviation italienne alliée à l'armée franquiste en 1938.
Après la fin de la guerre civile, Goytisolo suit une scolarité au collège de Jésuites de Sarrià, puis au collège de Bonanova de los hermanos de la Doctrina Cristiana. En 1948, il commence des études de droit à l'université de Barcelone ; c'est à cette époque qu'il découvre la littérature contemporaine, notamment française (André Gide, Jean-Paul Sartre). Il publie en 1954 son premier roman, Jeux de mains, et abandonne les études de droit.
Son implication politique aux côtés du parti communiste clandestin et surtout son engagement dans l'écriture le poussent à s'installer à Paris en 1956. Il y rencontre la scénariste et romancière Monique Lange, qui deviendra sa compagne. 
Professionnellement, il entre chez Gallimard comme lecteur et devient responsable de la littérature espagnole, permettant la publication de la jeune génération (Rafael Sánchez Ferlosio, Carmen Martín Gaite, Ana María Matute, etc.). Il fréquente l'intelligentsia parisienne (Jean-Paul Sartre, Simone de Beauvoir, Guy Debord, Raymond Queneau, Roland Barthes, etc.) et développera notamment une amitié mêlée de fascination et de curiosité pour Jean Genet. 
La publication de ses premiers romans est accueillie avec enthousiasme en France, ce qui lui vaut très vite une certaine renommée. En Espagne, il est en conséquence de plus en plus considéré comme un opposant très visible. Après plusieurs démêlés tendus avec la police franquiste, il finit par renoncer à ses voyages en Espagne. Ses livres sont, à partir de Pièces d'identité (1968), interdits de publication en Espagne et il est régulièrement l'objet de campagnes de dénigrement de la part de la presse officielle.
À partir de 1969, il s'engage dans une révolution radicale de l'écriture qui s'accompagne d'un bouleversement de son existence. Professionnellement, il décide d'abandonner son travail chez Gallimard ; sentimentalement, il découvre et assume son homosexualité ; géographiquement, il vit désormais entre Paris et Marrakech. C'est à partir de là qu'il entre dans son œuvre majeure et ses livres les plus importants (Don Julian en 1970, Juan sans terre en 1975, Makbara en 1980, etc.).
Entre 1969 et 1975, il enseigne la littérature dans les universités de Californie, Boston et New York.
C'est à cette époque qu'il se lance dans une redécouverte et une relecture de l'histoire littéraire espagnole, mettant en valeur des œuvres marginalisées par la critique littéraire espagnole traditionnelle, et faisant ressortir les traditions mudéjares, juives et plus largement hétérodoxes. Il publie dans ce cadre une traduction en castillan d’œuvres de José María Blanco White (La Obra inglese de José María Blanco White), auteur violemment attaqué par la critique espagnole du début du XXe siècle (Marcelino Menéndez y Pelayo).
Sa situation chez Gallimard en fait un des intellectuels espagnols les plus connus, et un habitué des colonnes de la presse espagnole, en particulier El País, et internationale.  
Critique acerbe de la civilisation occidentale, il associe un point de vue marxiste non conformiste et un regard décentré (notamment appuyé sur la critique de l'orientalisme d'Edward Saïd). Il s'engage ainsi, pendant les années 1980 et 1990 sur tous les fronts : Sarajevo pendant les guerres de Yougoslavie, Tchétchénie et Palestine. En particulier, il est membre du comité de parrainage du tribunal Russell sur la Palestine dont les travaux ont commencé le 4 mars 2009. 
Après le décès en 1996 de son épouse et collaboratrice Monique Lange, il quitte leur appartement de Paris et s'installe définitivement à Marrakech en 1997, où il meurt le 4 juin 2017 à l'âge de 86 ans.
Il repose dans le cimetière marin espagnol de Larache au Maroc ; sa tombe est la voisine de celle de Jean Genet.

## Œuvre littéraire

### Fictions
Après un début de carrière très influencé par la littérature française (André Gide, Jean-Paul Sartre, le Nouveau roman) et préoccupé par la volonté de témoigner de la réalité sociale de l'Espagne contemporaine (notamment dans Terres de Níjar (1960) et La Chanca (1962)), il entre dans une révolution radicale, en partie influencée par les théories du texte (Roland Barthes, Mikhaïl Bakhtine) et la critique du réalisme, mais qui travaille en profondeur à la fois la tradition littéraire espagnole et l'identité profonde de l'auteur.
Ses livres proposent alors une écriture éclatée, associant le délire verbal et onirique et de délicieux morceaux d'ironie. Ils déconstruisent successivement les grands mythes de l'histoire espagnole (l'invasion musulmane avec Don Julian) et inventent une identité plurielle, celle de Juan sans terre, métèque sans attaches qui revendique sa splendide différence. Plusieurs de ses romans explorent la richesse de la culture musulmane (Makbara, Barzakh) ou revisitent la culture espagnole en relevant l'importance de ses sources juives  et musulmanes (notamment dans Les vertus de l'oiseau solitaire qui construit sa fiction sur les origines soufies de la poésie mystique de saint Jean de la Croix). 

### Essais
Cette plongée dans la tradition littéraire, associée à son activité d'enseignant dans les universités américaines, a conduit Goytisolo à des essais modifiant en profondeur la tradition de l'histoire littéraire espagnole. Il participe ainsi à la redécouverte d'écrivains injustement ostracisés par l'orthodoxie nationaliste et religieuse, notamment en publiant L'Œuvre anglaise de José Maria Blanco White (1972) ; il donne par ailleurs une nouvelle vision d'auteurs classiques comme saint Jean de la Croix, Cervantes, Rojas, etc.

## Œuvre

### Œuvre narrative
- Juegos de manos (1954) - traduction française Jeux de mains
- Duelo en el Paraíso (1955) - traduction française Deuil au paradis
- El circo (1957). Trilogie El mañana efímero
- Fiestas (1958). Trilogie El mañana efímero - traduction française Fiestas
- La resaca (1958). Trilogie El mañana efímero
- Para vivir aquí (1960) - traduction française Pour vivre ici. Récits[6]
- La isla (1961) - traduction française Chronique d'une île
- La Chanca (1962) - traduction française La Chanca
- Fin de Fiesta. Tentativas de interpretación de una historia amorosa (1962) - traduction française Danses d'été. Récits
- Señas de identidad (1966). Trilogie Álvaro Mendiola - traduction française Pièces d'identité
- Reivindicación del conde don Julián (1970). Trilogie Álvaro Mendiola - traduction française Don Julian
- Juan sin Tierra (1975). Trilogie Álvaro Mendiola - traduction française Juan sans terre
- Makbara (1980) - traduction française Makbara
- Paisajes después de la batalla (1985) - traduction française Paysages après la bataille
- Las virtudes del pájaro solitario (1988) - traduction française Les Vertus de l'oiseau solitaire
- La cuarentena (1991)
- La saga de los Marx (1993) - traduction française La Longue Vie des Marx
- El sitio de los sitios (1995) - traduction française État de siège
- Las semanas del jardín (1997)
- Carajicomedia (2000)
- Telón de boca (2003)

### Essais
- Problemas de la novela (1959). Littérature
- Furgón de cola (1967)
- La Obra inglesa de José Maria Blanco White (1972)
- España y los españoles (1979). Histoire et politique
- Crónicas sarracinas (1982) - traduction française Chroniques sarrasines
- El bosque de las letras (1995). Littérature
- Disidencias (1996). Littérature
- De la Ceca a la Meca. Aproximaciones al mundo islámico (1997)
- Cogitus interruptus (1999)
- El peaje de la vida (2000). Avec Sami Naïr
- El Lucernario: la pasión crítica de Manuel Azaña (2004)

### Autres
- Campos de Níjar (1954). Voyage, reportage
- Pueblo en marcha. Tierras de Manzanillo. Instantáneas de un viaje a Cuba (1962). Voyage, reportage
- Obra inglesa de Blanco White (1972). Édition
- Coto vedado (1985). Memorias - traduction française Chasse gardée
- En los reinos de taifa (1986). Memorias - traduction française Les Royaumes déchirés
- Alquibla (1988). Scénario de télévision pour TVE
- Estambul otomano (1989). Voyage
- Aproximaciones a Gaudí en Capadocia (1990). Voyage - traduction française À la recherche de Gaudi en Cappadoce
- Cuaderno de Sarajevo (1993). Voyage, reportage - traduction française Cahier de Sarajevo
- Argelia en el vendaval (1994). Voyage, reportage
- Paisajes de guerra con Chechenia al fondo (1996). Voyage, reportage
- Lectura del espacio en Xemaá-El-Fná (1997). Illustré par Hans Werner Geerdts
- El universo imaginario (1997)
- « Cinq siècles après, l'Espagne paie encore pour avoir renié son héritage arabe et juif »[7] (article paru dans Le Temps stratégique n° 17, Genève, 1998)
- Diálogo sobre la desmemoria, los tabúes y el olvido (2000). Dialogue avec Günter Grass
- Paisajes de guerra: Sarajevo, Argelia, Palestina, Chechenia (2001)
- Pájaro que ensucia su propio nido (2001). Articles
- Memorias (2002)
- España y sus Ejidos (2003)
- Que devons-nous commémorer ? Article paru dans Revue d'études palestiniennes, 108(3), 13-14 (2008)

### Préface
- Aziza Bennani, Tetuan, ciudad de todos los misterios, ill. d'Ahmed Ben Yessef, université de Grenade, 1992

### Prix
- 1985 : Premio Europalia
- 1993 : Prix Nelly-Sachs
- 2002 : Premio Octavio Paz de Literatura
- 2004 : Premio Juan Rulfo
- 2008 : Prix national des Lettres espagnoles[8]
- 2014 : Prix Cervantes[9]

## Hommage
Une place porte son nom devant le musée national centre d'art Reina Sofía de Madrid.